# ホルムアルデヒドデヒドロゲナーゼ
ホルムアルデヒドデヒドロゲナーゼ（formaldehyde dehydrogenase）は、メタン代謝酵素の一つで、次の化学反応を触媒する酸化還元酵素である。
ホルムアルデヒド + NAD+ + H2O {\displaystyle \rightleftharpoons } ギ酸 + NADH + 2 H+
反応式の通り、この酵素の基質はホルムアルデヒドとNAD+と水、生成物はギ酸とNADHとH+である。
組織名はformaldehyde:NAD+ oxidoreductaseで、別名にNAD+-linked formaldehyde dehydrogenase, NAD+-dependent formaldehyde dehydrogenaseがある。